# Tour de Romandía 1992
La 46.ª edición del Tour de Romandía se disputó del 5 de mayo al 10 de mayo de 1992 con un recorrido de 865,4 km dividido en un prólogo inicial y 6 etapas, con inicio en Friburgo y final en Ginebra.
El vencedor fue el estadounidense Andrew Hampsten, cubriendo la prueba a una velocidad media de 37,8 km/h.

## Etapas[1]
| Etapa   | Recorrido            | Km    | Ganador              |
| Prólogo | Friburgo             | 2     | Armand de Las Cuevas |
| 1.ª     | Friburgo-Courtételle | 178,4 | Ján Svorada          |
| 2.ª     | Delémont-Romont      | 185,2 | Gianluca Bortolami   |
| 3.ª     | Romont-Ovronnaz      | 182,6 | Andrew Hampsten      |
| 4.ªa    | Ovronnaz-Orbe        | 124,4 | Hans Kindberg        |
| 4.ªb    | Orbe                 | 21,8  | Miguel Induráin      |
| 5.ª     | Orbe-Ginebra         | 171   | Maximilian Sciandri  |

## Clasificaciones
Así quedaron los diez primeros de la clasificación general de la segunda edición del Tour de Romandía
| \| 1. \| Andrew Hampsten \| Estados Unidos \| 22h 50'33" \| \| \| 2. \| Miguel Induráin \| España \| + 23" \| \| \| 3. \| Charly Mottet \| Francia \| + 39" \| \| \| 4. \| Armand de Las Cuevas \| Francia \| + 1'00" \| \| \| 5. \| Luc Leblanc \| Francia \| + 1'13" \| \| \| 6. \| Laurent Dufaux \| Suiza \| + 1'31" \| \| \| 7. \| Massimiliano Lelli \| Italia \| + 2'14" \| \| \| 8. \| Jean-Claude Leclercq \| Francia \| + 2'35" \| \| \| 9. \| Zenon Jaskuła \| Polonia \| + 3'11" \| \| \| 10. \| Eric Caritoux \| Francia \| + 3'14" \| \| |                      |                |            |  |
| 1. | Andrew Hampsten      | Estados Unidos | 22h 50'33" |  |
| 2. | Miguel Induráin      | España         | + 23"      |  |
| 3. | Charly Mottet        | Francia        | + 39"      |  |
| 4. | Armand de Las Cuevas | Francia        | + 1'00"    |  |
| 5. | Luc Leblanc          | Francia        | + 1'13"    |  |
| 6. | Laurent Dufaux       | Suiza          | + 1'31"    |  |
| 7. | Massimiliano Lelli   | Italia         | + 2'14"    |  |
| 8. | Jean-Claude Leclercq | Francia        | + 2'35"    |  |
| 9. | Zenon Jaskuła        | Polonia        | + 3'11"    |  |
| 10. | Eric Caritoux        | Francia        | + 3'14"    |  |